# Ford Police Interceptor (variante)
Os veículos Ford Police Interceptor são variantes de carros de polícia de seus modelos originais, fabricados pela Ford Motor Company. Um dos mais famosos foi o Crown Victoria, comumente chamado de Crown Vic. 

## Antes do Police Interceptor
Versões policiais da Ford foram originalmente vendidas, mas nunca usaram o nome Police Interceptor. Em 1951, a Ford chamou seu motor Flathead V8 opcional de Interceptor e ele estava disponível em seu Pacote de Polícia (Police Package). A prática da Ford de nomear os motores do Police Package como motores "Interceptor" continuou durante os anos 1950. Os carros foram feitos de 1979 a 1991 como Ford LTD Crown Victoria. Esses carros usavam a designação do código de produção "P72" para modelos de frota, táxi e polícia.

## Crown Victoria (1992-2011)

### Primeira geração (1992-1997)

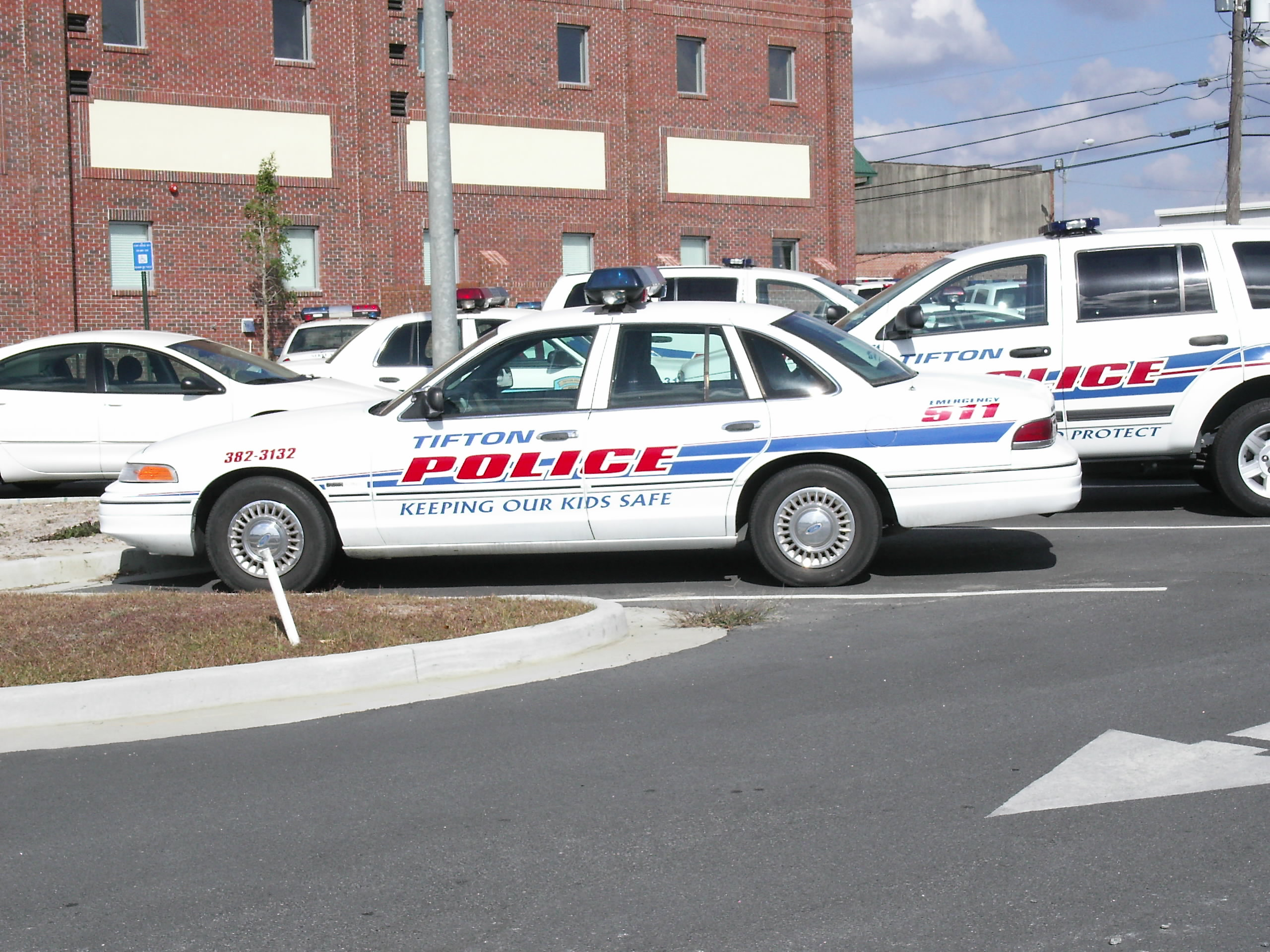
O Ford Crown Victoria Police Interceptor foi o primeiro da linha, lançado pela primeira vez em 1992.

O Crown Victoria foi o primeiro carro da linha Police Interceptor. As primeiras unidades foram lançadas em 1992, com um motor V8 modular de 4,6 litros e um Ford AOD/AOD-E ou um Ford 4R70W, ambos com transmissões automáticas de 4 velocidades.
Embora o Crown Victoria tivesse versões policiais de 1979 até 1991, o carro nunca usou o apelido de "Interceptador de Polícia" (Police Interceptor). Essas versões mais antigas, incluindo frota e táxi, eram conhecidas como "P72". O primeiro ano em que o nome Police Interceptor foi usado foi em 1992, sendo conhecido como Crown Victoria P71.
O modelo passou por diversas melhorias entre 1993 e 1995, sendo atualizado com uma grade dianteira cromada e uma faixa refletora entre as luzes traseiras. A localização da placa do carro foi movida para o porta-malas em 1995.
Nos anos de 1994 e 1995, 140 veículos P71 entraram na Rússia, servindo para a Diretoria Principal de Segurança no Trânsito Rodoviário (conhecida pela abreviatura ГАИ, GAI em português), que é uma agência policial russa que incorpora a polícia. Eles eram operados pela Patrulha de Trânsito Russa, conhecida como DPS, e os carros funcionavam como unidades de patrulha rodoviária em torno da grande Moscou até a década de 2010, sendo um dos veículos mais poderosos usados pelo DPS.

### Segunda geração (1998-2011)

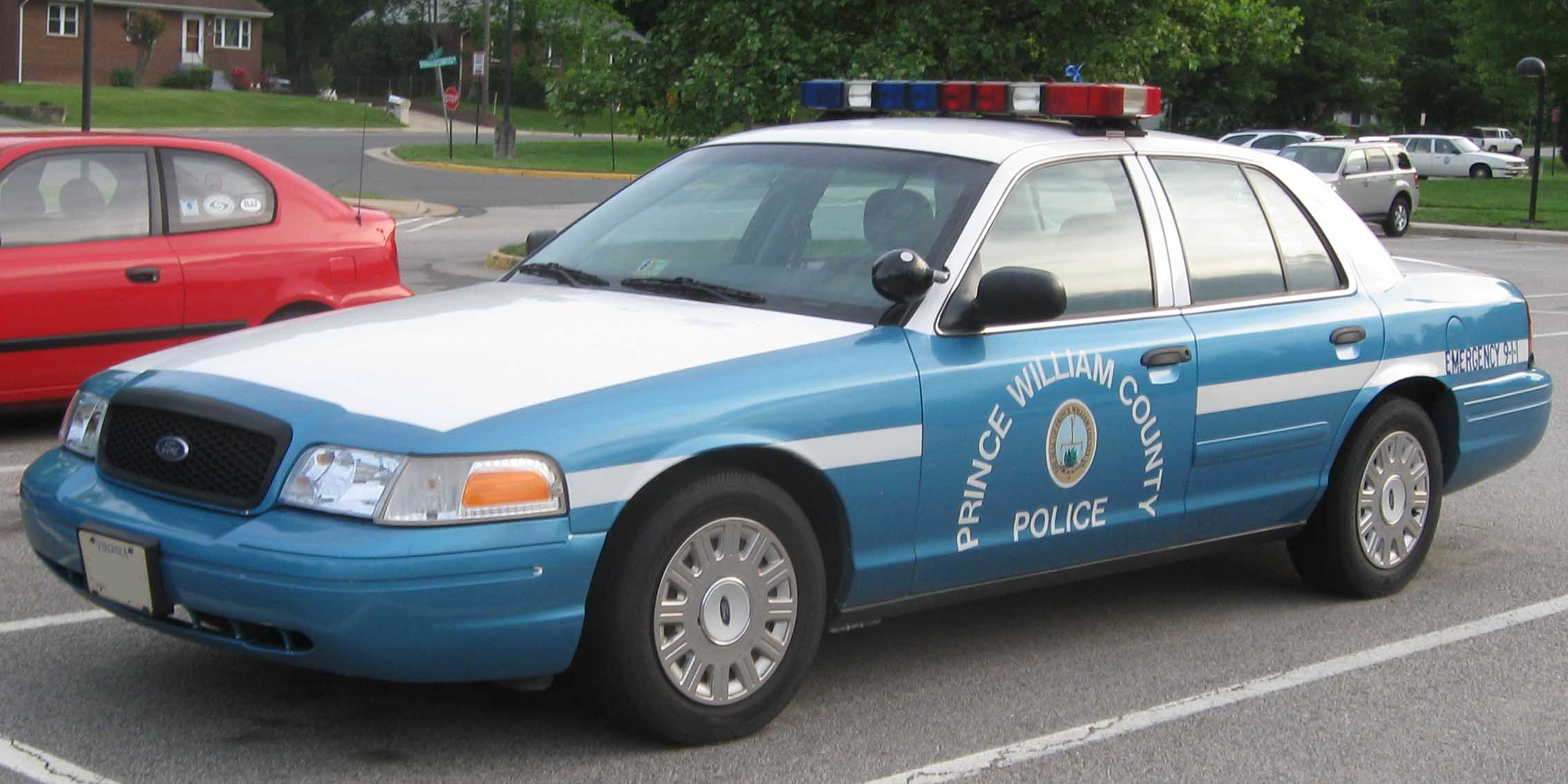
A segunda geração do Crown Victoria foi lançada em 1998, com tecnologia atualizada e novas peças

O Crown Victoria foi reestilizado para o ano de 1998, levando o estilo conservador do Mercury Grand Marquis, o modelo passou por muitas mudanças durante os 13 anos de gerações.
Em 1998, o Pacote de Polícia P71 utilizou material cromado para o carro. Em 1999, foram introduzidos painel traseiro em preto brilhante com acabamento cromado, maçaneta sem pintura, faixas de pára-choque pretas e uma grade de radiador em preto brilhante. O novo "Street Appearance Package", destinado a fazer o Police Interceptor se parecer com um modelo descaracterizado (P73), também foi introduzido.

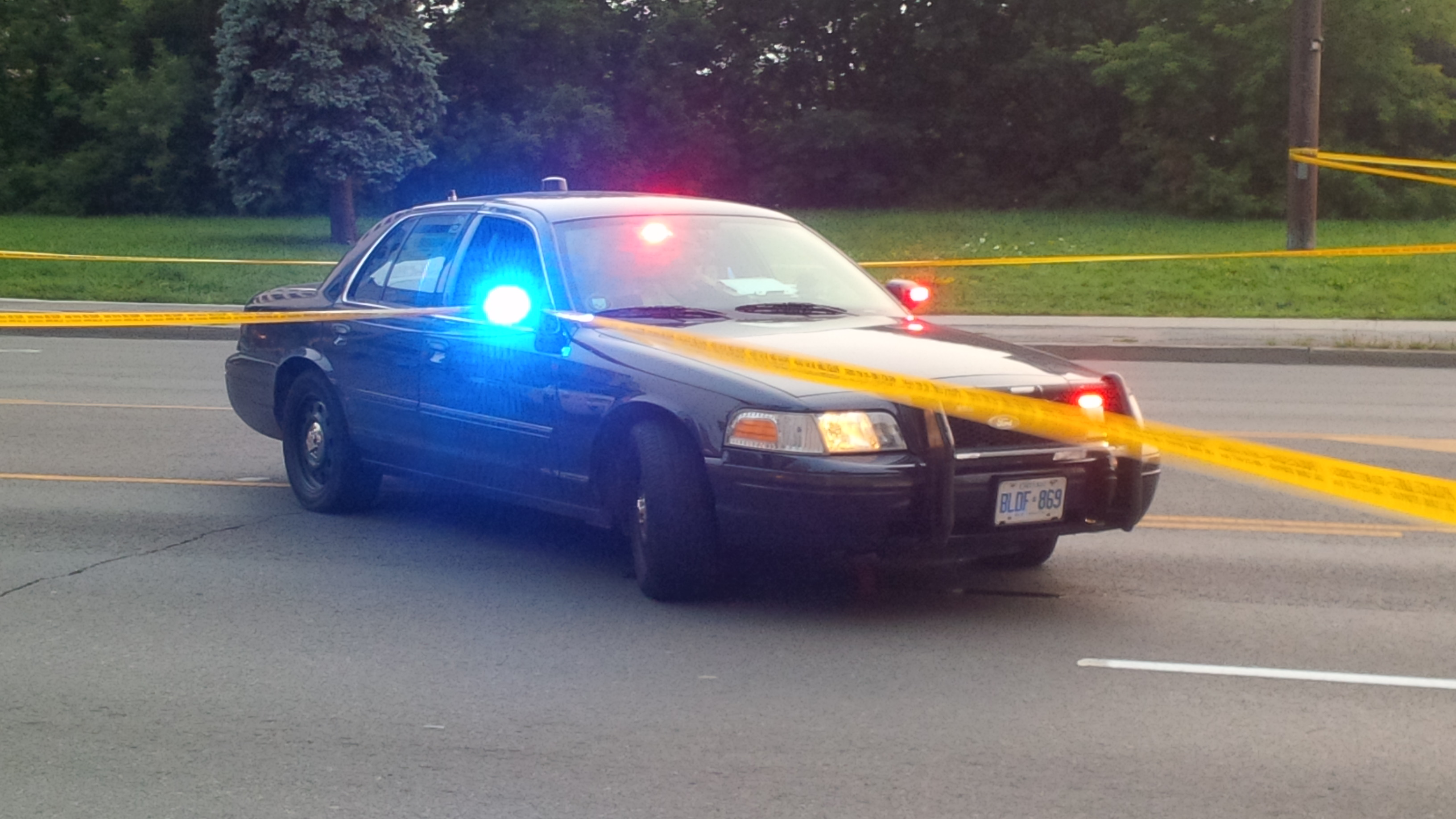
Um interceptador da polícia Crown Vic sem identificação em Toronto em 2014

Em 2000, o painel traseiro e as luzes traseiras perderam o acabamento cromado e a grade preta brilhante foi substituída por uma grade preta lisa. Outras mudanças foram feitas em 2001, incluindo a retirada de todos os acabamentos nas peças de plástico do para-choque e uma nova grade em forma de colméia, substituindo a grade em estilo ripado, que é encontrada nos modelos anteriores do Crown Victoria e Crown Victoria Police Interceptor (CVPIs). Os pedais reguláveis também passaram a ser uma opção naquele ano. Eles também realocaram o interruptor de degelo do vidro traseiro do lado esquerdo do painel para a direita dos controles de HVAC. Para o ano de 2003, os painéis das portas e bancos internos foram renovados, com os airbags de impacto lateral se tornando uma opção. A suspensão, freios, direção e quadro foram todos redesenhados para o ano modelo de 2003. As rodas tinham um deslocamento diferente e o toca-fitas foi eliminado em 2004.
Em 2006, o painel frontal foi revisado com uma nova grade "favo de mel" e o painel de instrumentos foi redesenhado com um novo centro de mensagens e odômetro digital/medidor parcial. Novas tampas de plástico para rodas de 17" e um novo design de volante foram introduzidas no P71.
O último ano de produção do modelo foi em 2011, uma vez que a St. Thomas Assembly, onde os carros da plataforma Ford Panther eram produzidos, fecharia as portas e todos os três carros da plataforma Panther seriam descontinuados. O Crown Victoria Interceptor seria substituído pelo Interceptor Sedan, baseado no Ford Taurus, no ano seguinte, e um Ford Police Interceptor Utility baseado no Ford Explorer também seria introduzido.

## Taurus (2012-2019)

### Sedã Ford Police Interceptor

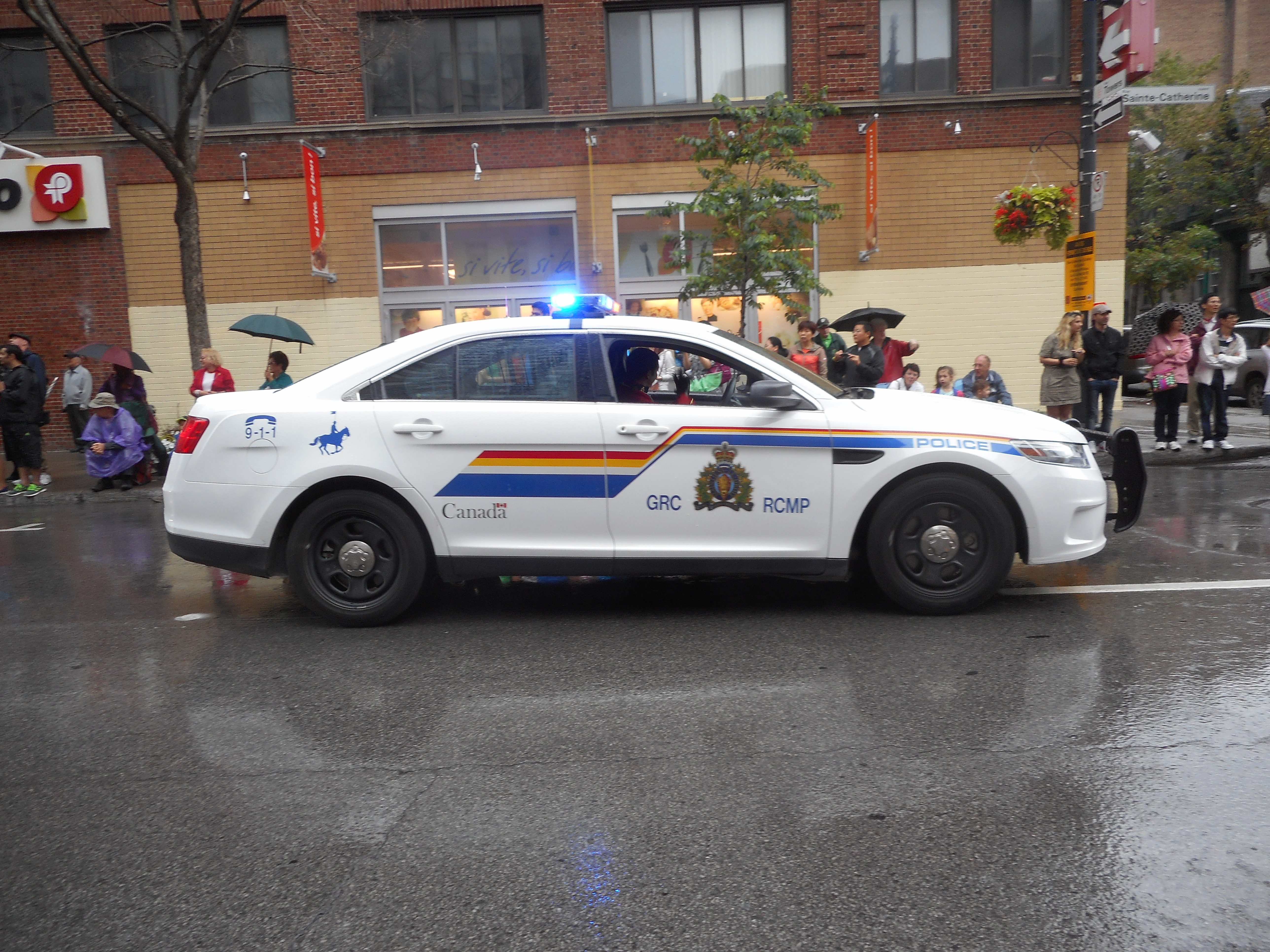
O Ford Police Interceptor Sedan foi um dos dois carros a substituir o Crown Victoria. O Sedan foi baseado no Ford Taurus

O motor padrão do Sedan foi retirado do Ford Mustang, um motor V6 de bloco de alumínio de 3.7 litros que pesava 18 kg (40 lb). O motor tinha 24 válvulas e Sincronização de Cames Variável Independente Dupla (Ti-VCT). O motor produzia 305 hp (227 kW; 309 PS) e 280 lb·ft (380 N·m) de torque. O novo motor de 3.7L veio com um novo escapamento duplo e o desempenho aumentou para 8 km/l na cidade e 13 km/l em rodovias. A Ford também ofereceu a versão EcoBoost Super High Output V6 de 3.5 litros que produzia 365 hp (272 kW; 370 PS). Ambas as versões vinham com tração nas quatro rodas. Em 2014, a Ford começou a oferecer o motor de 4 cilindros de seu homólogo civil como parte de um acabamento projetado para uso administrativo e por detetives. O Police Interceptor incluía a mais recente tecnologia de segurança da Ford, como, sensor de ponto cego, câmera de ré, sensor de estacionamento e controle eletrônico de estabilidade.
Em 2015, a Ford considerou encerrar a produção do Taurus nos Estados Unidos. No entanto, o Police Interceptor Sedan foi um dos principais motivos para a continuação da produção.
Em 2018, a Ford anunciou que encerraria a produção do Ford Taurus. Em março de 2019, o modelo foi descontinuado. O Police Interceptor Sedan foi substituído pelo Ford Police Interceptor Utility de segunda geração, baseado no Ford Explorer, bem como pelo Ford Fusion Hybrid Police Responder, introduzido em 2019.

### Ford Fusion Hybrid Police Responder
Para o ano de 2019, um novo veículo de resposta à emergências foi introduzido, baseado no Ford Fusion Hybrid de segunda geração, o Fusion Hybrid foi o primeiro Veículo Elétrico Híbrido (HEV) classificado para perseguição, hoje a versão híbrida do Utilitário Interceptor ocupa a posição, com seu motor 3.3L V6 com 318 hp (322 cv) e torque de 322 lb·ft (437 Nm)

## Explorer (2012-presente)

### Utilitário Ford Police Interceptor

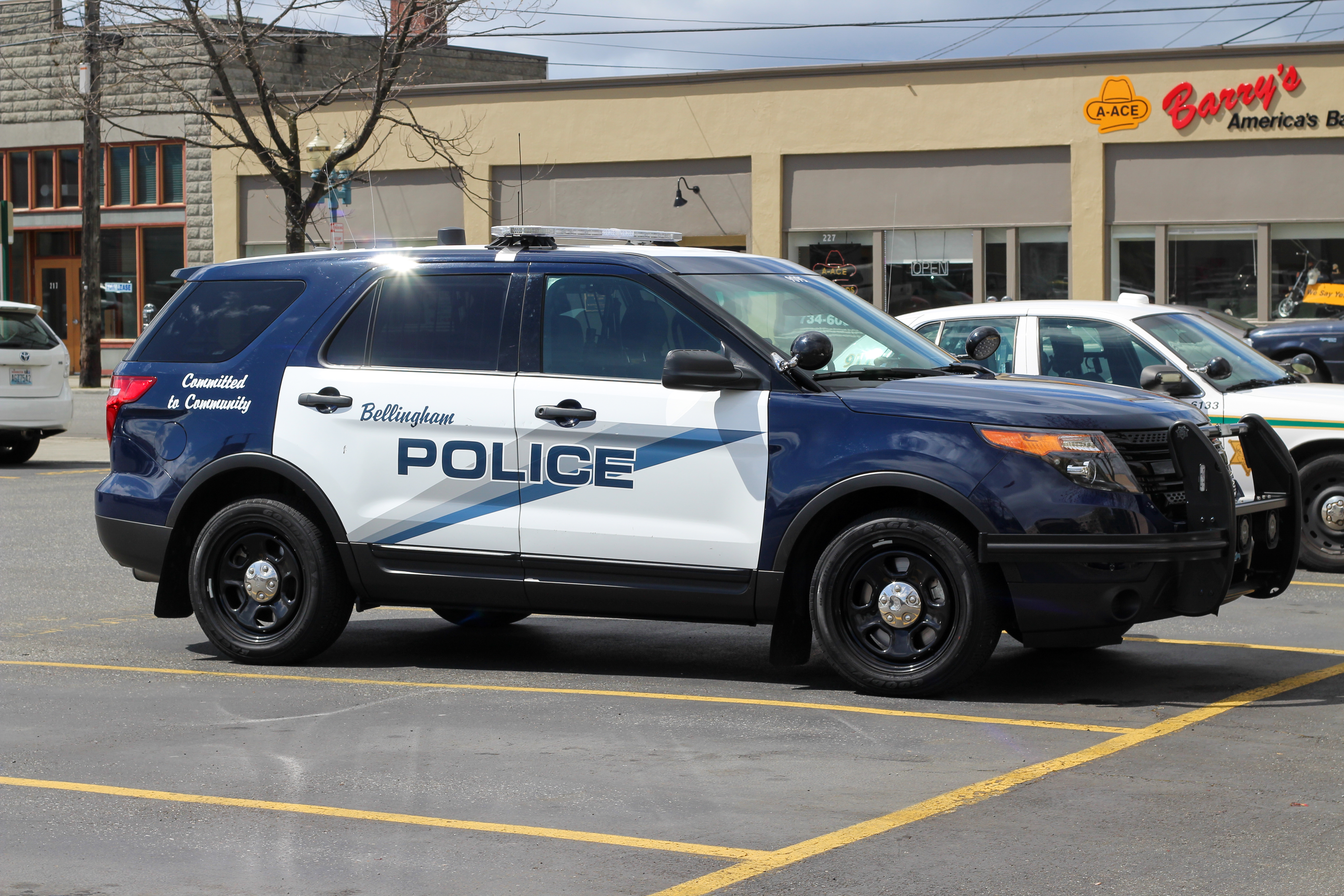
O Ford Police Interceptor Utility foi o segundo de dois carros a substituir o Crown Victoria. O utilitário é baseado no Ford Explorer.

O utilitário vem pronto para a instalação de equipamentos de emergência, como armas, cassetetes, tasers, rádios, kits de primeiros socorros, sirene e luzes de emergência. Para liberar espaço interno no console central para equipamentos, a transmissão é equipada com um câmbio montado na coluna de direção. Outras opções específicas para frota também estão incluídas. Ele vem com tração integral por padrão e é equipado com rotores de freio maiores, ABS mais avançado e sistemas de controle de tração, sistema de resfriamento mais eficiente e outros equipamentos policiais padrão.
O utilitário Interceptor de segunda geração foi introduzido com uma nova plataforma em tração traseira (RWD), baseada no crossover SUV de tamanho médio Ford Explorer de sexta geração. Ele veio a substituir o Police Interceptor Sedan como seu veículo policial "feito sob medida".

## Popularidade e crítica

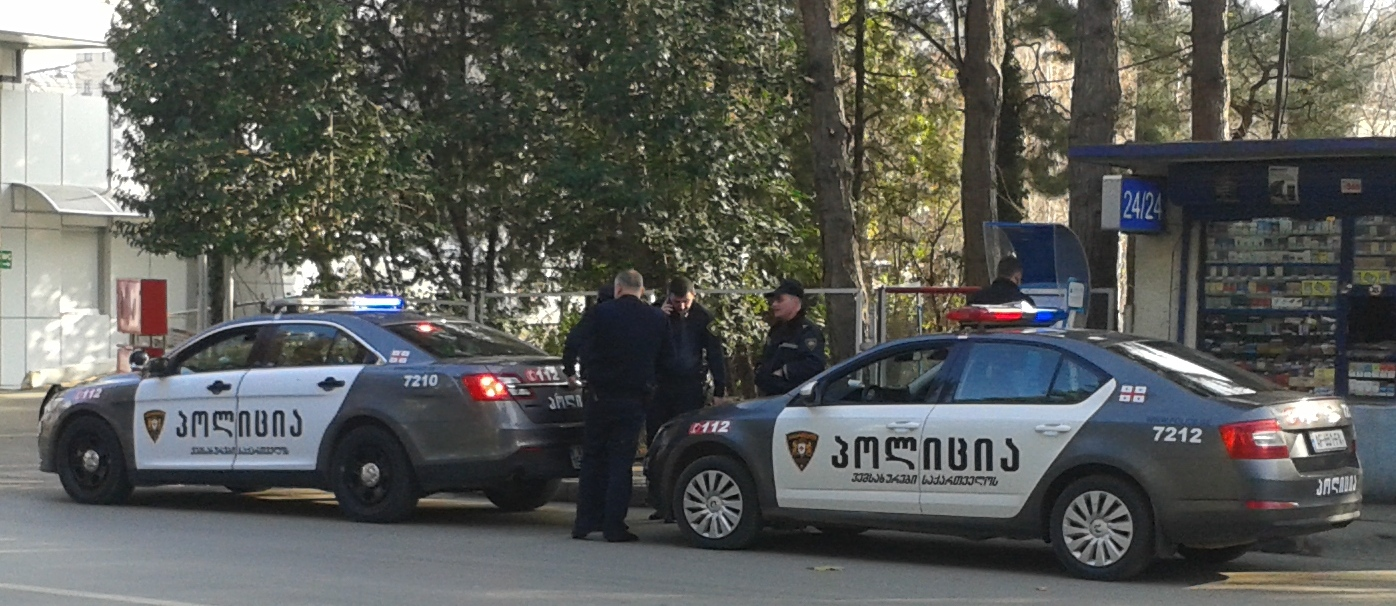
Novo carro de patrulha da polícia da Geórgia, o Ford Taurus Police Interceptor, e o Škoda Octavia antigo.

Embora todas as três maiores indústrias automobilísticas de Detroit tenham oferecido veículos policiais e tenham participações de mercado proporcionais à sua participação de mercado geral, desde o final dos anos 1990 a Ford teve um quase monopólio desses veículos nos Estados Unidos, após a General Motors descontinuar a plataforma B em 1996 e a Chrysler ter descontinuando os veículos de carroceria M em 1989. Enquanto a GM (por meio da Chevrolet ) e a Chrysler (por meio da Dodge) continuaram a oferecer veículos policiais após encerrar a produção de sua última carroceria body-on-frame, muitas forças policiais continuaram encomendando da Ford devido ao seu compromisso com a construção tradicional da carroceria e da estrutura, e sua facilidade de manutenção, em oposição aos veículos com construção monobloco. No momento em que a Ford aposentou a plataforma Panther em 2011, sem um substituto para a plataforma body-on-frame, eles ganharam uma parcela de mercado significativa da aplicação da lei que continuaram a fazer pedidos da por fidelidade à marca. Além disso, as montadoras estrangeiras com importantes operações na América do Norte, como a Toyota, nunca ofereceram veículos oficiais para a polícia nos Estados Unidos, apesar de diversos modelos serem utilizados para uso administrativo e operacional, como investigadores e oficiais da SWAT.
O quase monopólio da Ford sobre os veículos da polícia gerou acusações de funcionários e manifestantes do Black Lives Matter de que a Ford apoia a brutalidade policial e exigiu que a companhia se retirasse do mercado policial como parte de uma tentativa mais ampla de tirar fundos da polícia. A Ford, se manteve politicamente fora da discussão e afirmou não ter planos de sair do mercado de veículos policiais devido ao mercado cativo do setor, e portanto, possui vendas garantidas durante períodos de baixa na indústria automotiva.

## Atentados e emboscadas

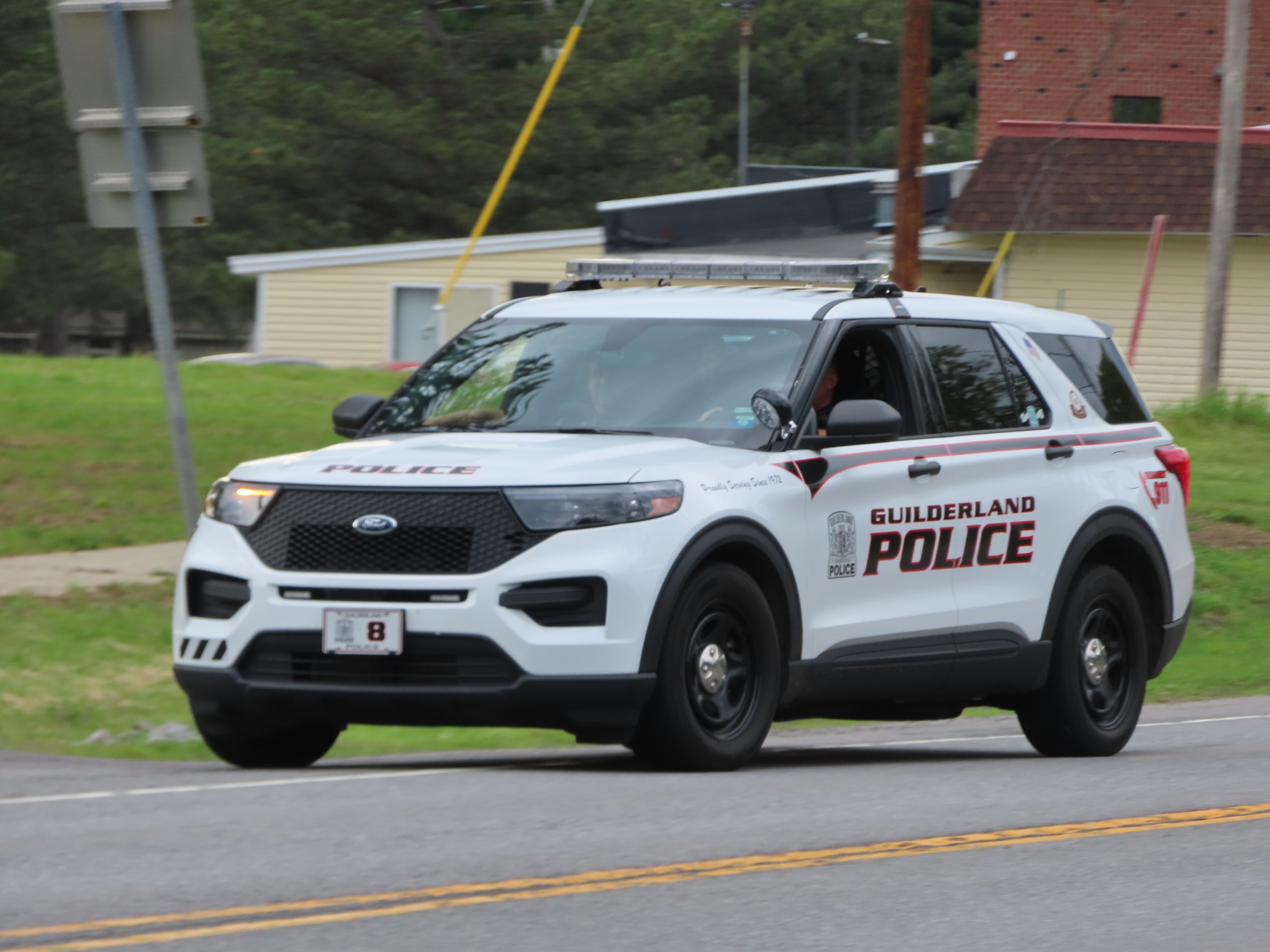
A Ford adotou faróis em LED em 2021

Entre 2015 e 2019 o número de policiais mortos ou feridos dentro de suas viaturas mais do que dobrou, para amenizar o efeito de emboscadas, a Ford foi uma das montadoras a investir na detecção de atividade suspeita ou incomum no exterior do veículo. O software detecta movimento em até 270°, ajudando a reduzir o número de comportamento suspeito ao redor da viatura.
O sistema opera em conjunto com o sensor de ponto cego (BLIS) para detectar movimento no exterior da viatura e, automaticamente trancar janelas e portas, ativar a câmera traseira, emitir sinal sonoro e ativar as luzes de emergência, também é possível enviar um sinal de emergência através do Ford Telematics, além de informar ao policial a direção detectada através do quadro de instrumentos.

## Pandemia e soluções inteligentes
Durante a pandemia do Covid-19 a Ford lançou atualizações remotas para suas viaturas, a atualização visava mitigar o alcance do vírus e preservar a integridade de seus ocupantes. A atualização projetada em parceria com a Universidade de Ohio foi testada pela Polícia de Nova Iorque e Polícia de Los Angeles, antes de ser implementada.
A atualização consiste em aumentar a temperatura interna do veículo em mais de 56 °C (133 °F) por 15 minutos, resultando em uma redução superior a 99% da concentração viral dentro do espaço confinado. A função ainda emite sinais luminosos quando o procedimento é iniciado e finalizado.